# Itzamna
Itzamna je v majevski mitologiji najvišji bog.
Je začetnik omike in zdravilstva.